# Piritcsoport
A piritcsoport a II. Szulfidok és rokon vegyületek ásványosztály , kettős (S2) kéncsoportú szerkezetek közül a
szabályos rendszerben kristályosodó szulfidok és arzenidek, szelenidek, telluridok ásványait tartalmazza. Általános képletük:
AS2 vagy AXZ, ahol A= Au, Co, Cu, Fe, Mn, Ni, Os, Pd, Pt, Ru; míg az X és Z= As, Bi, S, Sb, Se, Te.

## A piritcsoport tagjai
Aurustibit.  AuSb2.
- Sűrűsége:  9,98 g/cm³.
- Keménysége: 3,0   (a Mohs-féle keménységi skála szerint).
- Színe:  ólomfehér.
- Fénye: fémfényű.
- Pora:   bronzszínű.
- Átlátszósága: opak.
- Kémiai összetétele:
- Arany (Au) =44,7%
- Antimon (Sb) =55,3%

Bravoit.  (névváltozata: nikkelpirit) (Fe,Ni,Co)S2.
Catterit.  (névváltozata: siegenit) CoS2.
- Sűrűsége:  4,8 g/cm³.
- Keménysége: 4,5   (a Mohs-féle keménységi skála szerint).
- Színe:  rózsaszín, fehéresen vörös.
- Fénye: fémfényű.
- Pora:   fehér.
- Átlátszósága: opak.
- Kémiai összetétele:
- Kobalt (Co) =47,9%
- Kén (S) =52,1%

Dzarkenit.  FeSe2.
- Sűrűsége:  7,34 g/cm³.
- Keménysége: 5,0   (a Mohs-féle keménységi skála szerint).
- Színe:  fekete.
- Fénye: fémfényű.
- Pora:   fekete.
- Átlátszósága: opak.
- Kémiai összetétele:
- Vas (Fe) =26,1%
- Szelén (Se) =73,9%

Erlichmanit.  OsS2.
- Sűrűsége:  9,59 g/cm³.
- Keménysége: 4,5-5,5   (a Mohs-féle keménységi skála szerint).
- Színe:  fehéresszürke.
- Fénye: fémfényű.
- Pora:   szürke.
- Átlátszósága: opak.
- Kémiai összetétele:
- Ozmium (Os) =74,8%
- Kén (S) =25,2%

Fukuchilit.  Cu3FeS8 vagy (Cu,Fe)S2.
- Sűrűsége:  4,9 g/cm³.
- Keménysége:  6,0   (a Mohs-féle keménységi skála szerint).
- Színe:  szürke.
- Fénye: fémfényű.
- Pora:   sötétszürke.
- Átlátszósága: opak.
- Kémiai összetétele:
- Vas (Fe) =11,1%
- Réz (Cu) =37,9%
- Kén (S) =51,0%

Gaotalit.  Ir3Te8.
- Sűrűsége:  9,97 g/cm³.
- Keménysége: 3,0   (a Mohs-féle keménységi skála szerint).
- Színe:  acélszürke.
- Fénye: fémfényű.
- Pora:   fekete.
- Átlátszósága: opak.
- Kémiai összetétele:
- Irídium (Ir) =36,1%
- Tellúr (Te) =63,9%

Geversit.  Pt(Bi,Sb)2.
- Sűrűsége:  10,97 g/cm³.
- Keménysége: 4,5-5,0   (a Mohs-féle keménységi skála szerint).
- Színe:  acélszürke.
- Fénye: fémfényű.
- Pora:   szürke.
- Átlátszósága: opak.
- Kémiai összetétele:
- Platina (Pt) =40,5%
- Bizmut (Bi) =21,6%
- Antimon (Sb) =37,9%

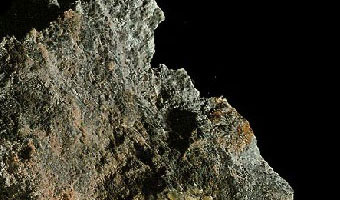
Tömeges hauerit

Hauerit.  (névváltozata: rambergit) MnS2.
- Sűrűsége:  3,46 g/cm³.
- Keménysége: 4,0   (a Mohs-féle keménységi skála szerint).
- Színe:  barnásszürke, barnásfekete.
- Fénye: fémfényű.
- Pora:   vörösesbarna.
- Átlátszósága: opak.
- Kémiai összetétele:
- Mangán (Mn) =46,1%
- Kén (S) =55,3%

Insiswait.  (névváltozata: moncheit) Pt(Bi,Sb)2.
- Sűrűsége:  12,8 g/cm³.
- Keménysége: 5,5   (a Mohs-féle keménységi skála szerint).
- Színe:  világosszürke.
- Fénye: fémfényű.
- Pora:   szürke.
- Átlátszósága: opak.
- Kémiai összetétele:
- Platina (Pt) =34,3%
- Bizmut (Bi) =55,0%
- Antimon (Sb) =10,7%

Krtait.  (névváltozata: kerstenit) CuSe2.
- Sűrűsége:  ? g/cm³.
- Keménysége: 4,0   (a Mohs-féle keménységi skála szerint).
- Színe:  szürke.
- Fénye: fémfényű.
- Pora:   sötétszürke.
- Átlátszósága: opak.
- Kémiai összetétele:
- Réz (Cu) =28,7%
- Szelén (Se) =71,3%

Krutovit.   NiAs2.
- Sűrűsége:  ? g/cm³.
- Keménysége: 5,5   (a Mohs-féle keménységi skála szerint).
- Színe:  szürkéfehér.
- Fénye: fémfényű.
- Pora:   szürke.
- Átlátszósága: opak.
- Kémiai összetétele:
- Nikkel (Ni) =28,1%
- Arzén (As) =71,9%

Laurit.  (névváltozata: kashinit) RuS2.
- Sűrűsége:  6,99 g/cm³.
- Keménysége: 7,5   (a Mohs-féle keménységi skála szerint).
- Színe:  fekete.
- Fénye: fémfényű.
- Pora:   sötétszürke.
- Átlátszósága: opak.
- Kémiai összetétele:
- Ruténium (Ru) =61,2%
- Kén (S) =38,8%

Malanit.  Cu(Pt,Ir)2S4.
- Sűrűsége:  7,4 g/cm³.
- Keménysége: 6,0   (a Mohs-féle keménységi skála szerint).
- Színe:  fehér, acélszürke.
- Fénye: fémfényű.
- Pora:   világosszürke.
- Átlátszósága: opak.
- Kémiai összetétele:
- Réz (Cu) =11,0%
- Irídium (Ir) =16,5%
- Platina (Pt) =50,4%
- Kén (S) =22,1%

Maslovit.  (névváltozata: altait) PtBiTe.
- Sűrűsége:  ? g/cm³.
- Keménysége: 4,5-5,0   (a Mohs-féle keménységi skála szerint).
- Színe:  acélszürke.
- Fénye: fémfényű.
- Pora:   szürke.
- Átlátszósága: opak.
- Kémiai összetétele:
- Platina (Pt) =36,7%
- Bizmut (Bi) =39,3%
- Tellúr (Te) =24,0%

Mayengit.   IrBiTe.
- Sűrűsége:  12,72 g/cm³.
- Keménysége: 4,0   (a Mohs-féle keménységi skála szerint).
- Színe:  acélszürke.
- Fénye: fémfényű.
- Pora:   fekete.
- Átlátszósága: opak.
- Kémiai összetétele:
- Irídium (Ir) =36,4%
- Bizmut (Bi) =39,5%
- Tellúr (Te) =24,1%

Padmait.  PdBiSe.
- Sűrűsége:  ? g/cm³.
- Keménysége: 3,0-4,0   (a Mohs-féle keménységi skála szerint).
- Színe:  sárga.
- Fénye: fémfényű.
- Pora:   hlványsárga.
- Átlátszósága: opak.
- Kémiai összetétele:
- Palládium (Pd) =27,0%
- Bizmut (Bi) =53,0%
- Szelén (Se) =20,0%

Penroseit.   (Ni,Co,Cu)Se2.
- Sűrűsége:  6,66 g/cm³.
- Keménysége: 2,5-3,0   (a Mohs-féle keménységi skála szerint).
- Színe:  ólomszürke.
- Fénye: fémfényű.
- Pora:   fekete.
- Átlátszósága: opak.
- Kémiai összetétele:
- Nikkel (Ni) =16,2%
- Kobalt (Co) =8,2%
- Réz (Cu) =2,9%
- Kén (S) =72,7

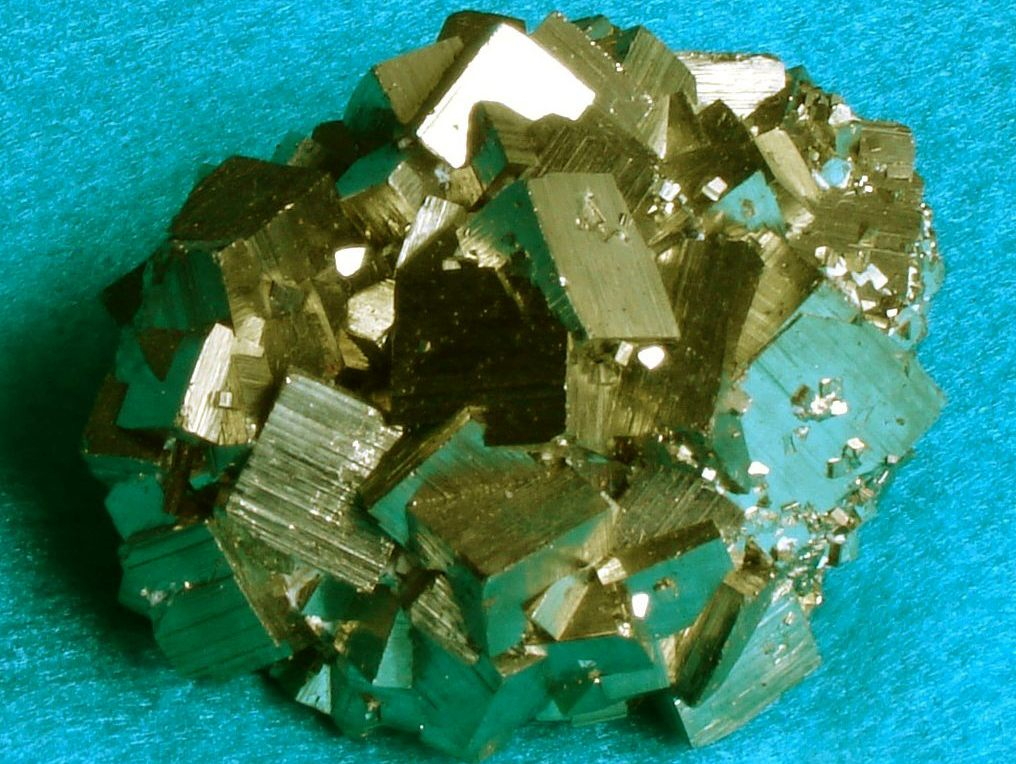
Összenőtt pirit ikerkristályok

Pirit.  (névváltozata: vaskovand, kénkovand) FeS2.
Sperrylit.  (névváltozata: cabrit) PtAs2.
- Sűrűsége:  12,8 g/cm³.
- Keménysége: 6,0-7,0   (a Mohs-féle keménységi skála szerint).
- Színe:  Szürkésfehér.
- Fénye: fémfényű.
- Pora:   fekete.
- Átlátszósága: opak.
- Kémiai összetétele:
- Platina (Pt) =56,6%
- Arzén (As) =43,4%

Testibiopalladit.   PdTe(Sb,Te).
- Sűrűsége:  8,99 g/cm³.
- Keménysége: 3,5-4,0   (a Mohs-féle keménységi skála szerint).
- Színe:  sárgásbarna.
- Fénye: fémfényű.
- Átlátszósága: opak.
- Kémiai összetétele:
- Palládium (Pd) =27,8%
- Tellúr (Te) =44,6%
- Antimon (Sb) =25,6%

Trogtalit.   CoSe2.
- Sűrűsége:  ? g/cm³.
- Keménysége: 7,0   (a Mohs-féle keménységi skála szerint).
- Színe:  rózsásibolyaszínű..
- Fénye: fémfényű.
- Átlátszósága: opak.
- Kémiai összetétele:
- Kobalt (Co) =27,2%
- Szelén (Se) =72,8%

Vaesit.  NiS2.

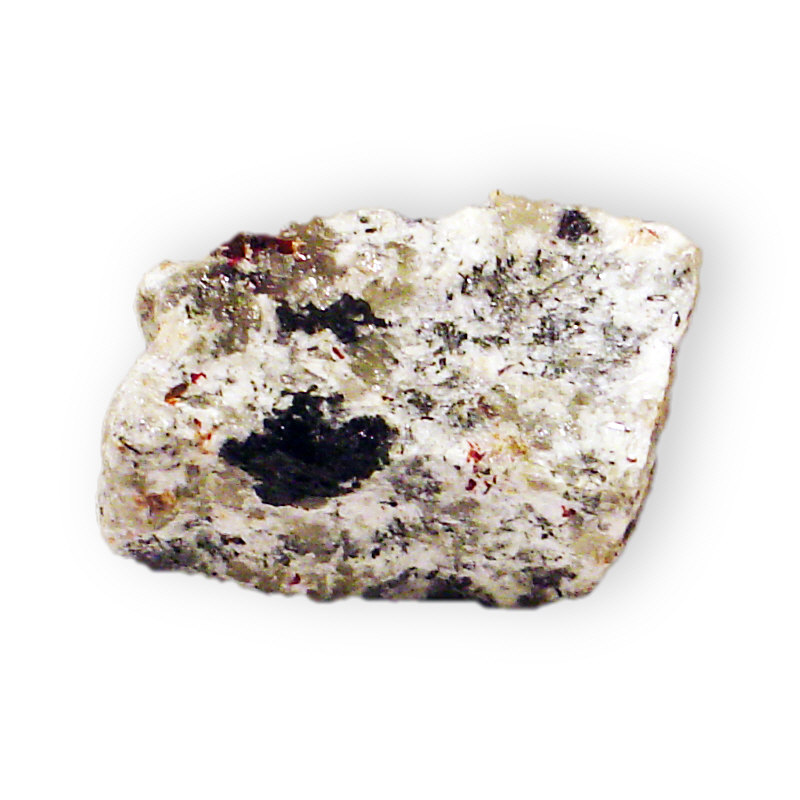
Villiamaninit

Villiamaninit.   (Cu,Ni,Co,Fe)S2. Triklin kristályrendszerű.
- Sűrűsége:  4,52 g/cm³.
- Keménysége: 4,5   (a Mohs-féle keménységi skála szerint).
- Színe:  vasfekete.
- Fénye: fémfényű.
- Pora:   koromfekete.
- Átlátszósága: opak.
- Kémiai összetétele:
- Réz (Cu) =27,7%
- Nikkel (Ni) =15,3%
- Kobalt (Co) =0,7%
- Vas (Fe) =0,3%
- Kén (S) =56,0%